# Leeuwte (Steenwijkerland)
Leeuwte is een buurtschap in de gemeente Steenwijkerland in de Kop van Overijssel in de Nederlandse provincie Overijssel. Leeuwte ligt niet ver van de stad Vollenhove.
Tussen de Leeuwte en Vollenhove ligt de buurtschap Moespot. Aan de andere kant van de Leeuwte ligt het dorp Sint Jansklooster.
Leeuwte wordt voor het eerst vermeld in een oorkonde uit het jaar 1215 of 1216 als Otto, elect van Utrecht, een tiende te Leweth aan het klooster van Ruinen schenkt.

## Bijzonderheden
Twee bijzonderheden zijn er aan de Leeuwte te zien. Allereerst een Tjasker, De Foeke, met daarnaast een informatie van Natuurmonumenten, een vlonderpad en een laarzenpad.
De tweede bijzonderheid is het oude woonhuis van Evert van Benthem, de winnaar van de Elfstedentocht in 1985 en 1986. Op de deur van de boerderij stond lange tijd een schaatser afgebeeld.